# Petrovice (Rakovník)
Petrovice è un comune della Repubblica Ceca facente parte del distretto di Rakovník, in Boemia Centrale.